# Antzuola Saria
L'Antzuola Saria - Memorial Iñaki Lete est une course cycliste espagnole disputée chaque année à Antzuola (Guipuscoa), dans la communauté autonome du Pays basque. Cette épreuve est organisée par la Peña Ayastuy,. Elle se déroule sur un parcours sélectif.
L'édition 2020 a été annulée en raison de la pandémie de Covid-19.

## Palmarès récent
| Année | Vainqueur               | Deuxième             | Troisième             |
| ----- | ----------------------- | -------------------- | --------------------- |
| 1998  | Jon Bru                 | Xavier Florencio     | Iker Camaño           |
| 1999  | Iñigo Urretxua          | Aritz Arruti         | David Herrero         |
| 2000  | Jonathan González Ríos  | Santiago Barranco    | Daniel Azpilicueta    |
| 2001  | David López García      | Alan Pérez           | Alberto Contador      |
| 2002  | Iván Gilmartín          | Aitor Hernández      | Juan Pablo Magallanes |
| 2003  | Daniel Navarro          | Iñigo Lariz          | Carlos Abellán (en)   |
| 2004  | José Antonio Redondo    | José Joaquín Rojas   | Eladio Sánchez        |
| 2005  | Julen Goikoetxea (en)   | Miguel Ochoa         | Andoni Lafuente       |
| 2006  | Javier Iriarte          | Andrés Antuña        | Gorka Izagirre        |
| 2007  | Eloy Carral             | Arturo Mora          | José Carlos Lara      |
| 2008  | Aitor Ocampos           | Markel Antón         | Adrián Legasa         |
| 2009  | Peio Bilbao             | Imanol Iza           | Sergio Ruiz           |
| 2010  | Omar Fraile             | Ramón Domene         | Haritz Orbe           |
| 2011  | Aitor González Prieto   | Jesús Herrero        | Illart Zuazubiskar    |
| 2012  | Jon Ander Insausti      | Mikel Aristi         | Rubén Fernández       |
| 2013  | Diego Rubio             | Álvaro Trueba        | Jonathan Lastra       |
| 2014  | Imanol Estévez          | Carlos Antón Jiménez | Eneko Lizarralde      |
| 2015  | Álvaro Trueba           | Héctor Carretero     | Mikel Aristi          |
| 2016  | Txomin Juaristi         | Pablo Alonso         | Noel Gil              |
| 2017  | Cyril Barthe            | Nicolás Sáenz        | Txomin Juaristi       |
| 2018  | Íñigo Elosegui          | Juan Fernando Calle  | Jokin Aranburu        |
| 2019  | Jon Barrenetxea         | Josu Etxeberria      | Oier Lazkano          |
| 2020  | annulé                  | annulé               | annulé                |
| 2021  | Unai Hierro             | Xabier Isasa         | Unai Iribar           |
| 2022  | Pablo Carrascosa        | Sinuhé Fernández     | Pablo Castrillo       |
| 2023  | Nicolás Alustiza        | Oier Ibarguren       | Daniel Criado         |
| 2024  | Iker Pérez              | Álex Díaz            | Jorge Gálvez          |
| 2025  | Antonio González Torres | Iker Pérez           | Mikel Uncilla         |